# Gymnomera dorsata
Gymnomera dorsata är en tvåvingeart som först beskrevs av Zetterstedt 1838.  Gymnomera dorsata ingår i släktet Gymnomera och familjen kolvflugor. Inga underarter finns listade i Catalogue of Life.